# Jean Néel
Jean Maurice Léon Néel, né le 4 mars 1925 à Laval et mort le 2 mars 2019 à Nancy, est un physico-chimiste français.

## Biographie
Diplômé ingénieur de l'École Supérieure de Physique et Chimie Industrielle (ESPCI) de Paris en 1948, il y devient assistant et y prépare une Thèse de Doctorat en Chimie macromoléculaire, sous la direction du Professeur Georges Champetier, alors Directeur des Études de l'ESPCI. Après l'obtention de son Doctorat, il poursuit son activité à l'ESPCI en gravissant les échelons de Maître-Assistant et de Chargé de cours. En 1960, il est promu Maître de Recherches au Centre national de la recherche scientifique (CNRS) et seconde alors le Professeur Champetier dans la direction du Laboratoire de Chimie Macromoléculaire de l'ESPCI.    
En 1962, il est nommé professeur à l'École Nationale Supérieure des Industries Chimiques de Nancy (ENSIC) et devient titulaire de la chaire de Chimie Organique Industrielle à la Faculté des Sciences de l'Université de Nancy. Dans les murs de l'ENSIC, il fonde le Laboratoire de Chimie-Physique Macromoléculaire qui, quelques années plus tard, bénéficie du statut d'équipe de Recherche Associée au CNRS (LCPM). 
En 1971, le Laboratoire de chimie physique macromoléculaire est intégré, avec l'ENSIC, dans l'Institut national polytechnique de Lorraine (INPL) où Jean Néel termine sa carrière de professeur en 1990. Il y demeure professeur émérite jusqu'en 1999. 
Outre son activité d'enseignant et de chercheur, Jean Néel a assuré de nombreuses fonctions au niveau national ou international: 
- Au CNRS :
  - Membre du Comité national de la recherche scientifique (1967-90).
  - Présidence de plusieurs groupes de recherches coopératives sur programme (1963-89).
- A la Délégation générale à la recherche scientifique et technique (DGRST) :
  - Présidence des Comités Membranes Artificielles et Nouvelles Techniques de Fractionnement.
- Au niveau européen :
  - Secrétaire de la European society of membrane science and technology (ESMST).

## Travaux scientifiques
Les recherches conduites par Jean Néel et ses collaborateurs concernent les produits chimiques constitués de très grosses molécules (macromolécules) . 
Il a d’abord étudié les composés obtenus par synthèse chimique (polymérisation) en s’attachant plus particulièrement aux espèces hydrophiles, souvent solubles dans l’eau, qui sont utilisées pour leurs applications pharmaceutiques ou cosmétiques.  
Il s’est ensuite intéressé aux  nombreux composés macromoléculaires (protéines, polysaccharides,...) qui constituent les tissus des organismes vivants et des fluides qui y circulent. Pour établir un lien entre leurs remarquables propriétés et leur structure, il a eu recours à des techniques physico-chimiques qui étaient alors en rapide développement comme la radiocristallographie, les spectrométries dans l’ultraviolet et dans l’infrarouge et la résonance magnétique nucléaire. Ces recherches lui ont permis d’expliquer pourquoi certaines de ces molécules pouvaient interagir très spécifiquement l’une sur l’autre.
Plusieurs de ses travaux ont aussi permis de reconnaître les conditions dans lesquelles des substances organiques, bien connues pour être isolantes, pouvaient exceptionnellement devenir conductrices d’électrons.  
Enfin, en progressant dans la connaissance des forces qui s’exercent entre les molécules, il a pu apporter une contribution dans le domaine des films sélectivement perméables qui sont développés industriellement sous le nom de membranes permsélectives. Ce sont elles qui équipent aujourd’hui les hémodialyseurs (reins artificiels) utilisés dans le traitement de l’insuffisance rénale, les électrolyseurs et les osmoseurs employés dans le dessalement des eaux saumâtres et de l’eau de mer, les ultrafiltres auxquels on a recours pour épurer l’eau, et les multiples séparateurs (perméateurs, pervaporateurs) qui permettent aux unités industrielles d’épurer leurs produits et leurs rejets.

## Prix et distinctions honorifiques
- Prix Schutzenberger de la Société Française de Chimie (1959)
- Médaille Bardy, de la Société d’Encouragement pour l’Industrie Nationale (1964)
- Médaille Grignard (1965)
- Chevalier dans l’Ordre national du Mérite (1974)
- Commandeur dans l’Ordre des Palmes académiques (1979)
- Médaille Gay-Lussac de la Société Française de Chimie (1988)
- Prix Doistau-Blutet de l’Académie des sciences (1991)
- Médaille d’Honneur de la European Society of Membrane Technology (1992)
- Médaille de l’université de Nancy (1994)